# Parafia Dobrego Pasterza w Łękach Dukielskich

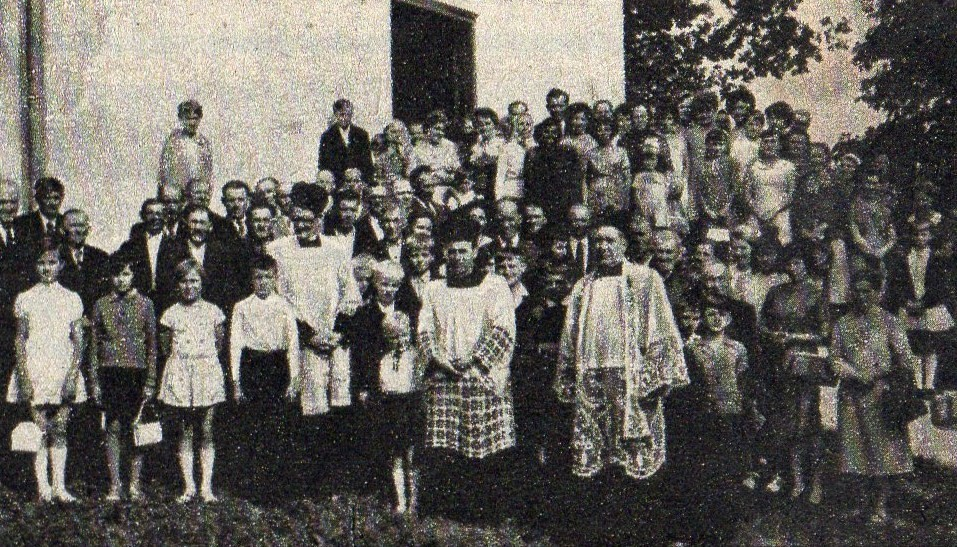
Ks. Józef Sobala z parafianami w 1968

Parafia Dobrego Pasterza – parafia polskokatolicka w Łękach Dukielskich, położona w dekanacie podkarpackim diecezji krakowsko-częstochowskiej Kościoła Polskokatolickiego w RP.
Parafia Dobrego Pasterza w Łękach Dukielskich powstała w połowie lat 20. XX  wieku, przy znacznym udziale reemigrantów z Polskiego Narodowego Kościoła Katolickiego i działaczy ludowych. Konflikt z miejscowym proboszczem dotyczył wysokości opłat za posługi religijne.
Pierwsza msza święta w języku polskim według obrządku Kościoła Narodowego była odprawiona w Łękach latem 1925 przy ołtarzu polowym. Nabożeństwo odprawił przybyły z Bażanówki ks. Apolinary Filarski. Za datę powstania kościoła uważa się dzień 8 września 1925, kiedy w uroczystość Narodzenia Najświętszej Maryi Panny (Matki Boskiej Siewnej), wspomniany wyżej ksiądz z Bażanówki, odprawił uroczystą mszę świętą w prowizorycznie urządzonej kaplicy. Odtąd  oficjalnie datuje się powstanie tutejszej parafii. Podwaliny pod budowę nowej parafii kładł ks. Józef Kwolek, a od 1926 proboszczem parafii pod wezwaniem Dobrego Pasterza został Apolinary Filarski. W 1926 parafię wizytował przebywający w Polsce bp Franciszek Hodur.
W okresie okupacji parafią zajmował się ks. Aleksander Piec oraz ks. Józef Kwolek, a od 1948 duszpasterzował tutaj ks. Teodor Elerowski. W latach 1971–1983 proboszczem był ks. Eugeniusz Elerowski.

## Galeria

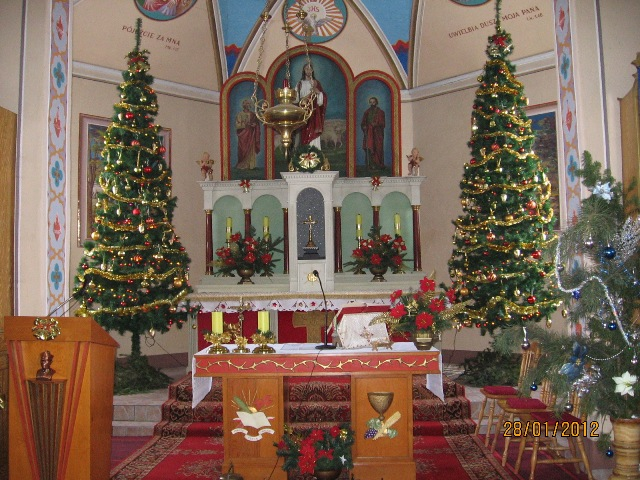
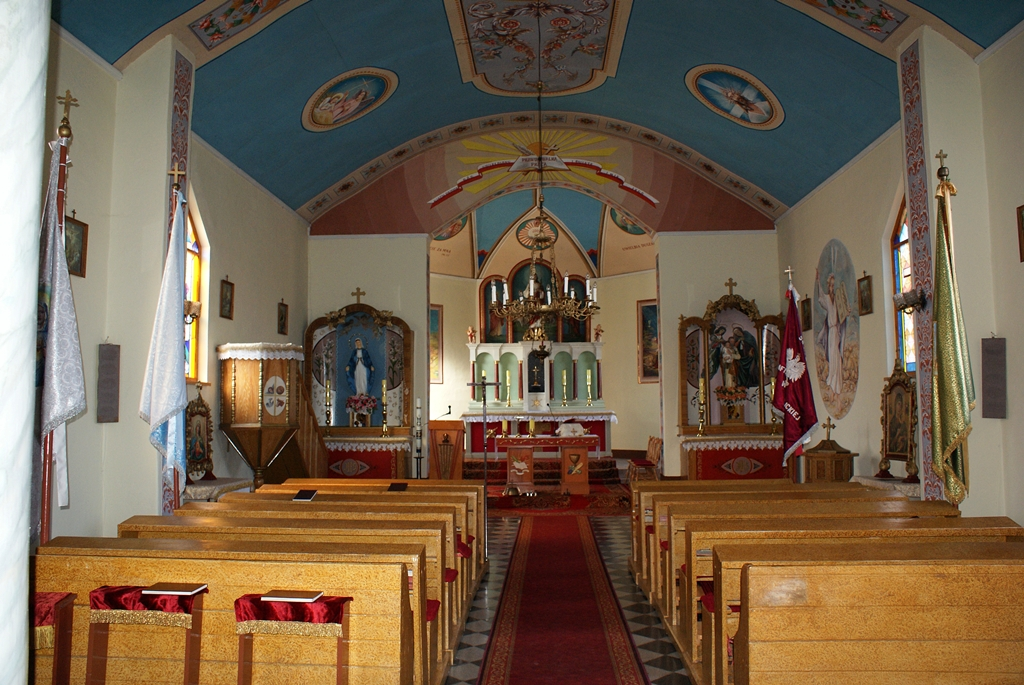